# Satyrium favonius
Satyrium favonius is een vlinder uit de familie van de Lycaenidae. De wetenschappelijke naam van de soort werd als Papilio favonius in 1797 gepubliceerd door James Edward Smith.

## Ondersoorten
- Satyrium favonius favonius
- Satyrium favonius ontario (Edwards, 1868)
- Satyrium favonius autolycus (Edwards, 1871)
- Satyrium favonius violae (Stallings & Turner, 1947)